# Специфические фобии
Специфические (изолированные) фобии — фобии, ограниченные строго определёнными объектами, действиями или ситуациями. К таким ситуациям могут относиться, например, нахождение рядом с определёнными животными, гроза, высота, темнота, полёты в самолётах, закрытые пространства, мочеиспускание или дефекация в общественных туалетах, приём определённой пищи, лечение у зубного врача, вид крови или повреждений, страх подвергнуться определённым заболеваниям и т. п. Попадание в такую ситуацию вызывает патологическую тревогу и может спровоцировать паническую атаку, как при агорафобии или социофобии. Имеется ожидание травмирующего фактора, по этой причине человек избегает данных ситуаций, которые могут привести к тревожному состоянию. Больные могут понимать неадекватность своих страхов, но от этого их уменьшение не происходит. 
Специфические фобии обычно возникают в детстве или молодом возрасте и, если остаются нелеченными, могут сохраняться десятилетиями.

## Диагностика
Для достоверного диагноза должны выполняться следующие критерии:
- психологические или вегетативные симптомы должны быть первичными проявлениями тревоги, а не вторичными по отношению к другим симптомам, таким как бред или навязчивые мысли;
- тревога должна ограничиваться определенным фобическим объектом или ситуацией;
- фобическая ситуация избегается, когда только это возможно;
- зачастую — понимание больным иррациональности своего страха.

## Лечение
Доказана эффективность таких методов лечения специфических фобий, как когнитивная психотерапия, экспозиция, релаксация. Экспозиция может применяться как в сочетании с техниками когнитивной психотерапии, так и без них.